# Бои под Ченстоховой
Бои под Ченстоховой (польск. Bitwa pod Częstochową) — одни из первых боёв Войска Польского в ходе Сентябрьской кампании, которые происходили 2—3 сентября 1939 года.

## Военная ситуация
Польское командование поручило 7-й пехотной дивизии защищать Ченстохову. Подготовку к обороне начали в марте 1939 года с планирования укрепленной линии обороны с бетонными бункерами и земляными укреплениями (траншеями), колючей проволокой и другими защитными сооружениями. К началу войны вокруг Ченстоховы было построено 19 железобетонных боевых и наблюдательных бункеров, в том числе четыре в Люблинце, а также деревянные и земляные бункеры, установлены минные поля, заграждения, колючая проволока, выкопаны противотанковые рвы, траншеи, положена телефонная сеть. По всему региону были построены мосты и виадуки. К 29 августа 7-я пехотная дивизия заняла укрепленную оборону.

## Ход боёв
1 сентября 1939 года 7-я пехотная дивизия была атакована двумя немецкими танковыми дивизиями (1-я и 4-я дивизия) и четырьмя пехотными дивизиями (4-я, 14-я, 31-я и 46-я дивизия) из 10-й армии группы армий «Юг». После нескольких часов боёв разрозненные части, выдвинутые перед главной линией обороны, отошли на главную линию обороны под Ченстоховой.
С полудня 2 сентября немцы начали интенсивный и малоэффективный артиллерийский огонь. В этот день 7-я зенитно-артиллерийская батарея сбила 6 немецких самолетов и повредила еще несколько. Около полудня началась немецкая атака из района Шарлейки в сторону района Лисинец. Передовые польские части отошли к главной линии обороны, где атака противника была отбита. Немцы потеряли 5 танков. Кроме того, в районе Шварцвальда снайпер уничтожил три броневика, в которых поляки обнаружили, среди прочего, оперативные карты.
Ближе к вечеру массированная атака немецких танков и пехоты была нанесена по оборонительным позициям в районе Кеджина, Лисинца, Блешно и Вжосовой. Бои в Кеджине между 27-м пехотным полком и 1-й танковой дивизией продолжались с 17.30 до 19.30. Всего поляки, обороняясь в ДОТах и на артиллерийских позициях, уничтожили более 40 немецких танков и броневиков. В районе Блешно и Вжосовой некоторые части 74-го пехотного полка были вытеснены со своих позиций, но после контратаки немцы были отброшены, потеряв много убитых, раненых, 30 пленных и несколько пулеметов. Последующие атаки успешно отражались до вечера.
Из-за сильного сопротивления, немцы решили окружить город. Из-за угрозы окружения обходившими с флангов немецкими частям, штаб 7-й дивизии в ночь со 2 на 3 сентября отвел дивизию к Януву. Последние части покинули город ранним утром 3 сентября, взорвав мосты на реке Варта.. При отступлении к Януву и Злотому Потоку 7-я пехотная дивизия была разгромлена, ее командир генерал Януш Гонсёровский попал в плен, а штабные документы, в том числе шифры Войска Польского, попали в руки немцев.

## Сохранившиеся следы боёв
Возле города сохранилось 10 ДОТов и 2 наблюдательных пункта, большинство из которых несёт следы от попаданий из орудий. Ни одно из укреплений не было разрушено или серьезно повреждено.

## Память
В 2011 году организован велопробег «По следам 7-й пехотной дивизии» и туристический маршрут с одноименным названием.

ДОТы возле Ченстоховы
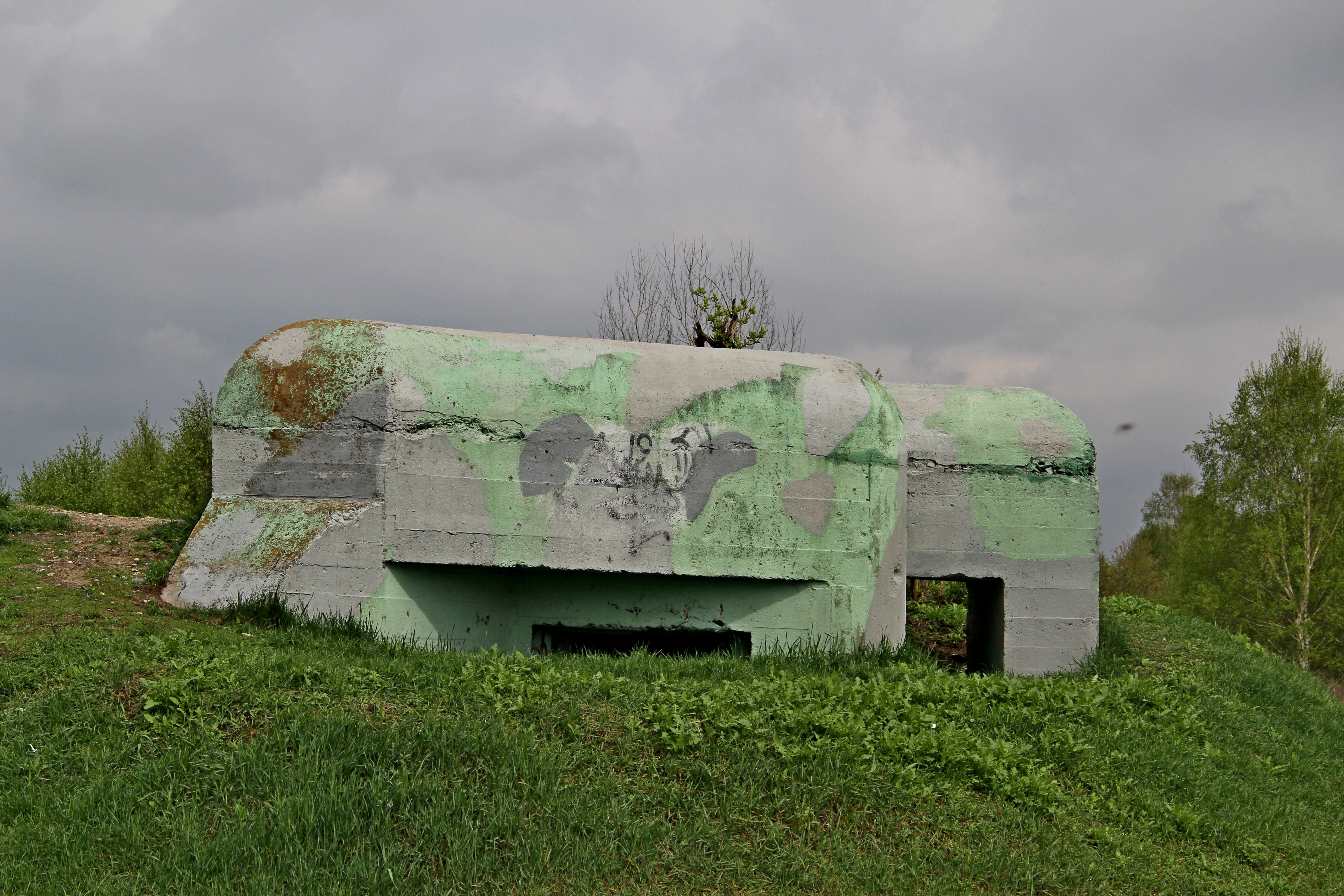
ДОТ 08
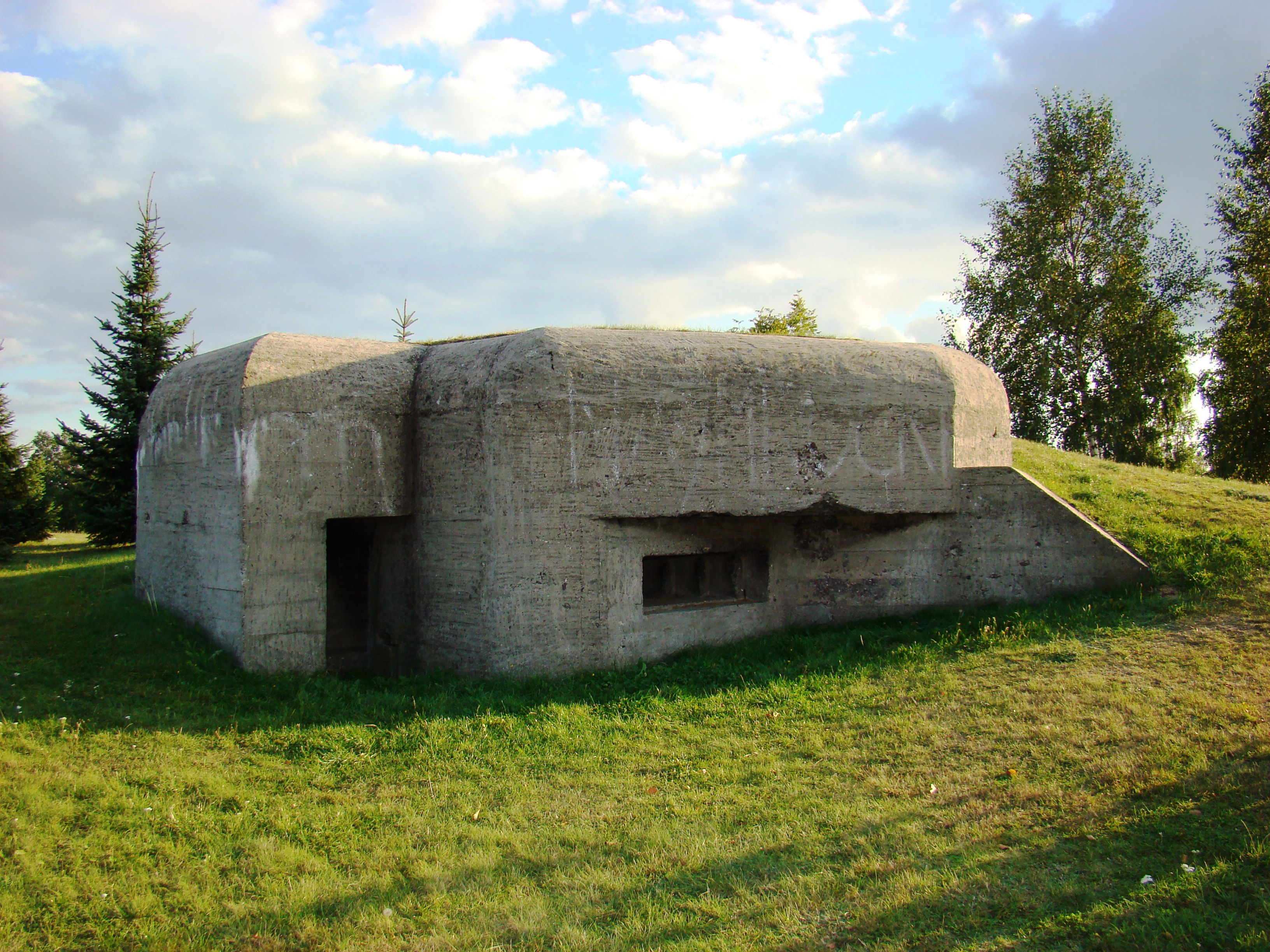
ДОТ 09
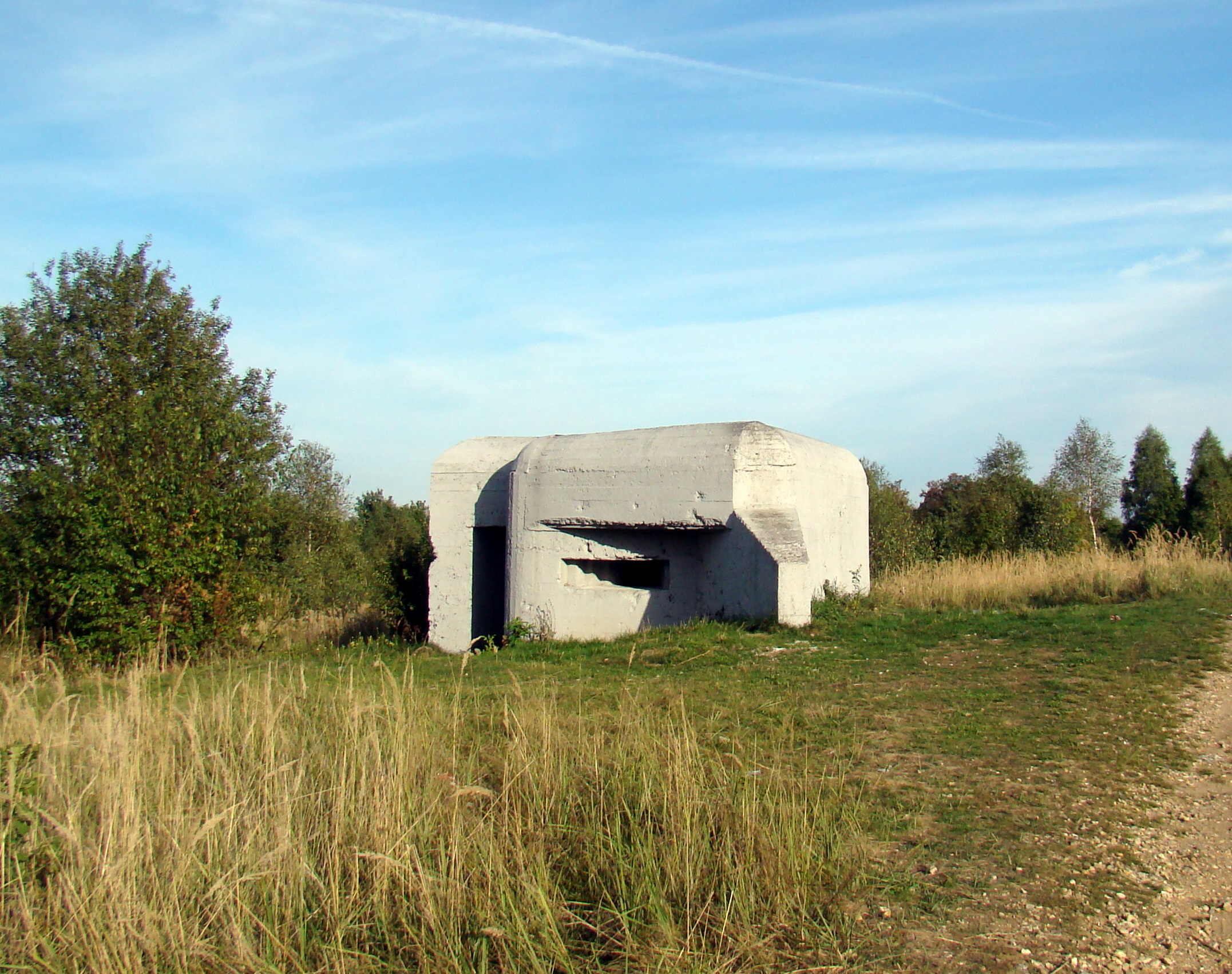
Наблюдательный пункт-одноамбразурный ДОТ 10